# Cerastes cerastes
La ceraste cornuta (Cerastes cerastes (Linnaeus, 1758)) o vipera della sabbia o "Latroglia" è un serpente velenoso della famiglia Viperidae

## Descrizione

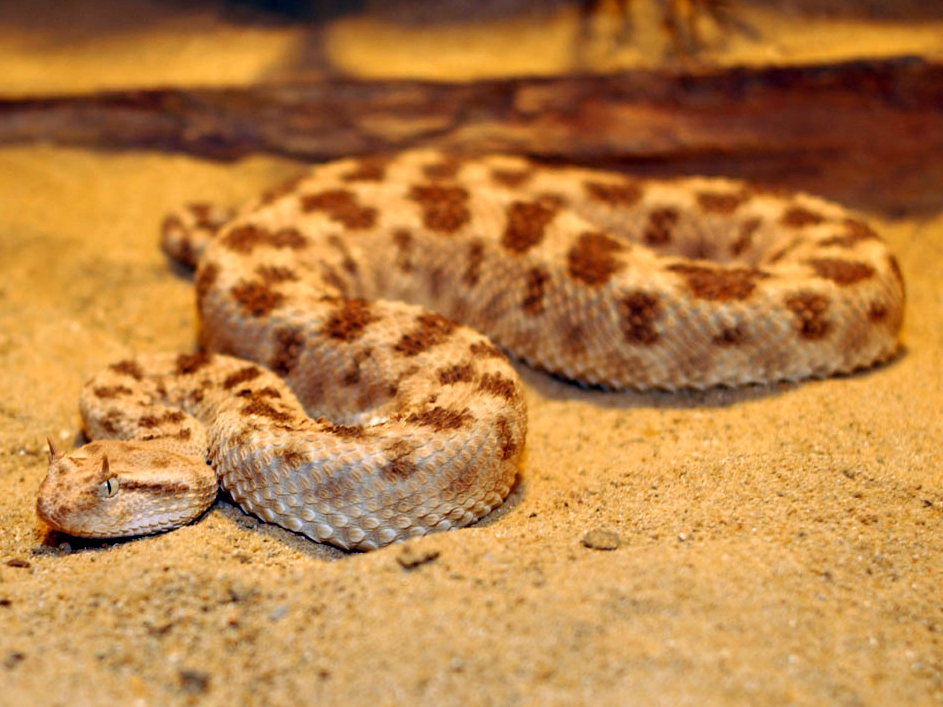
un careste cornuta che aspetta la sua preda

È un serpente corto e tozzo, che non supera i 60 cm di lunghezza. La parte superiore del corpo, rivestite di squame fortemente carenate, è giallo sabbia o bruna, ricoperta di macchie più scure e varie sequenze di forme disposte in modo regolare. La livrea richiama le sabbie del deserto e garantisce alla vipera un mimetismo ottimale. La colorazione della parte inferiore è biancastra e ciò è dovuto al fatto che essendo a contatto con la sabbia rovente, una colorazione chiara risulta più efficace rispetto ad una scura, visto che attira meno calore, ed impedisce quindi che l'animale si scotti. La testa è larga e piatta con 2 corna sopra gli occhi, che caratterizzano la specie. Ha le pupille verticali e gli occhi sono coperti da una squama dalla funzione probabilmente protettiva che si rinnova con il compimento di ogni muta.

## Biologia
La ceraste cornuta esce dalla propria tana durante il giorno solamente quando le temperature lo consentono, mentre è attiva prevalentemente di notte per quanto concerne la stagione estiva. È infatti, come altri serpenti, una vipera ectoterma e, poiché la sua temperatura varia a seconda delle circostanze ambientali, uscendo di giorno correrebbe il pericolo di assumere troppo calore che ne provocherebbe inevitabilmente il decesso. Durante l'inverno entra in letargo, rintanandosi sotto la sabbia o in qualche tana di roditore. Quando è allarmata o, talvolta, per cacciare si seppellisce velocemente per metà nella sabbia e, nel caso della predazione, scatta improvvisamente catturando uccelli, sauri e roditori, che morde con i suoi denti velenosi. È una vipera capace di muoversi con agilità sulla sabbia, con un movimento caratteristico, molto simile a quello dei crotali americani: si sposta muovendosi lateralmente, alzando la testa e "lanciandola" di lato, mentre il suo corpo resta del tutto immobile. Una volta che questa tocca terra il resto del corpo la segue. Il tutto è volto a minimizzare il contatto con la superficie molto calda. È minacciata dalle uccisioni intenzionali da parte dell'uomo e dagli investimenti accidentali lungo le piste che attraversano le zone di presenza. 

## Riproduzione
Il periodo riproduttivo è compreso tra aprile e giugno: le femmine attraggono i maschi con delle sostanze odorose e l'accoppiamento è simile ad una danza. Dopo la femmina cerca un luogo idoneo e sicuro per deporre le sue uova bianche che si schiudono dopo 6-8 settimane. Alla nascita i piccoli misurano 16-18 cm di lunghezza, sono velenosi ed in grado di procacciarsi il cibo.

## Veleno
L'azione del veleno di Cerastes cerastes è simile a quella del veleno di Echis. Può provocare solitamente gonfiore, emorragia, necrosi, nausea, vomito ed ematuria (sangue nelle urine). L'elevato contenuto di fosfolipasi A2 può causare cardiotossicità e miotossicità. Studi sul veleno di C. cerastes e C. vipera elencano un totale di otto frazioni di veleno, la più potente delle quali ha attività emorragica. Gli effetti del veleno variano, con intervalli da 19-27 mg a 100 mg di veleno essiccato. Per quanto riguarda la tossicità del veleno, Brown (1973) fornisce valori di DL50 di 0,4 mg/kg IV e 3,0 mg/kg SC. Una dose letale stimata per gli esseri umani è di 40-50 mg.

## Distribuzione e habitat
La ceraste cornuta vive negli ambienti desertici e subdesertici dell'Africa settentrionale, del Medio e Vicino Oriente. Si può trovare anche a 1500 metri di altitudine.